# Villeperdue
Villeperdue és un municipi francès, situat al departament de l'Indre i Loira i a la regió de Centre – Vall del Loira. L'any 2007 tenia 940 habitants.

## Demografia

### Població
El 2007 la població de fet de Villeperdue era de 940 persones. Hi havia 344 famílies, de les quals 76 eren unipersonals (36 homes vivint sols i 40 dones vivint soles), 104 parelles sense fills, 156 parelles amb fills i 8 famílies monoparentals amb fills.
La població ha evolucionat segons el següent gràfic:
Habitants censats

### Habitatges
El 2007 hi havia 380 habitatges, 345 eren l'habitatge principal de la família, 8 eren segones residències i 27 estaven desocupats. 343 eren cases i 37 eren apartaments. Dels 345 habitatges principals, 244 estaven ocupats pels seus propietaris, 99 estaven llogats i ocupats pels llogaters i 2 estaven cedits a títol gratuït; 9 tenien una cambra, 16 en tenien dues, 30 en tenien tres, 93 en tenien quatre i 197 en tenien cinc o més. 283 habitatges disposaven pel capbaix d'una plaça de pàrquing. A 120 habitatges hi havia un automòbil i a 190 n'hi havia dos o més.

### Piràmide de població
La piràmide de població per edats i sexe el 2009 era:
| Homes | Edats   | Dones |
| ----- | ------- | ----- |
| 0     | 95 o +  | 0     |
| 0     | 90 a 94 | 0     |
| 4     | 85 a 89 | 4     |
| 0     | 80 a 84 | 0     |
| 28    | 75 a 79 | 8     |
| 16    | 70 a 74 | 28    |
| 12    | 65 a 69 | 12    |
| 12    | 60 a 64 | 16    |
| 24    | 55 a 59 | 12    |
| 12    | 50 a 54 | 24    |
| 40    | 45 a 49 | 16    |
| 44    | 40 a 44 | 28    |
| 32    | 35 a 39 | 52    |
| 32    | 30 a 34 | 20    |
| 20    | 25 a 29 | 32    |
| 24    | 20 a 24 | 8     |
| 36    | 15 a 19 | 48    |
| 44    | 10 a 14 | 24    |
| 24    | 5 a 9   | 32    |
| 24    | 0 a 4   | 32    |

## Economia
El 2007 la població en edat de treballar era de 618 persones, 502 eren actives i 116 eren inactives. De les 502 persones actives 476 estaven ocupades (256 homes i 220 dones) i 26 estaven aturades (10 homes i 16 dones). De les 116 persones inactives 45 estaven jubilades, 39 estaven estudiant i 32 estaven classificades com a «altres inactius».

### Ingressos
El 2009 a Villeperdue hi havia 352 unitats fiscals que integraven 929 persones, la mediana anual d'ingressos fiscals per persona era de 17.122 €.

### Activitats econòmiques
Dels 36 establiments que hi havia el 2007, 1 era d'una empresa alimentària, 1 d'una empresa de fabricació de material elèctric, 12 d'empreses de construcció, 5 d'empreses de comerç i reparació d'automòbils, 4 d'empreses de transport, 3 d'empreses d'hostatgeria i restauració, 1 d'una empresa immobiliària, 2 d'empreses de serveis, 2 d'entitats de l'administració pública i 5 d'empreses classificades com a «altres activitats de serveis».
Dels 17 establiments de servei als particulars que hi havia el 2009, 1 era una oficina de correu, 1 autoescola, 1 guixaire pintor, 2 fusteries, 3 lampisteries, 4 electricistes, 2 perruqueries, 1 restaurant, 1 agència immobiliària i 1 saló de bellesa.
Dels 2 establiments comercials que hi havia el 2009, 1 era una botiga de menys de 120 m² i 1 una joieria.
L'any 2000 a Villeperdue hi havia 19 explotacions agrícoles que ocupaven un total de 1.131 hectàrees.

## Equipaments sanitaris i escolars
El 2009 hi havia una escola elemental.

## Poblacions més properes
El següent diagrama mostra les poblacions més properes.